# Gospel

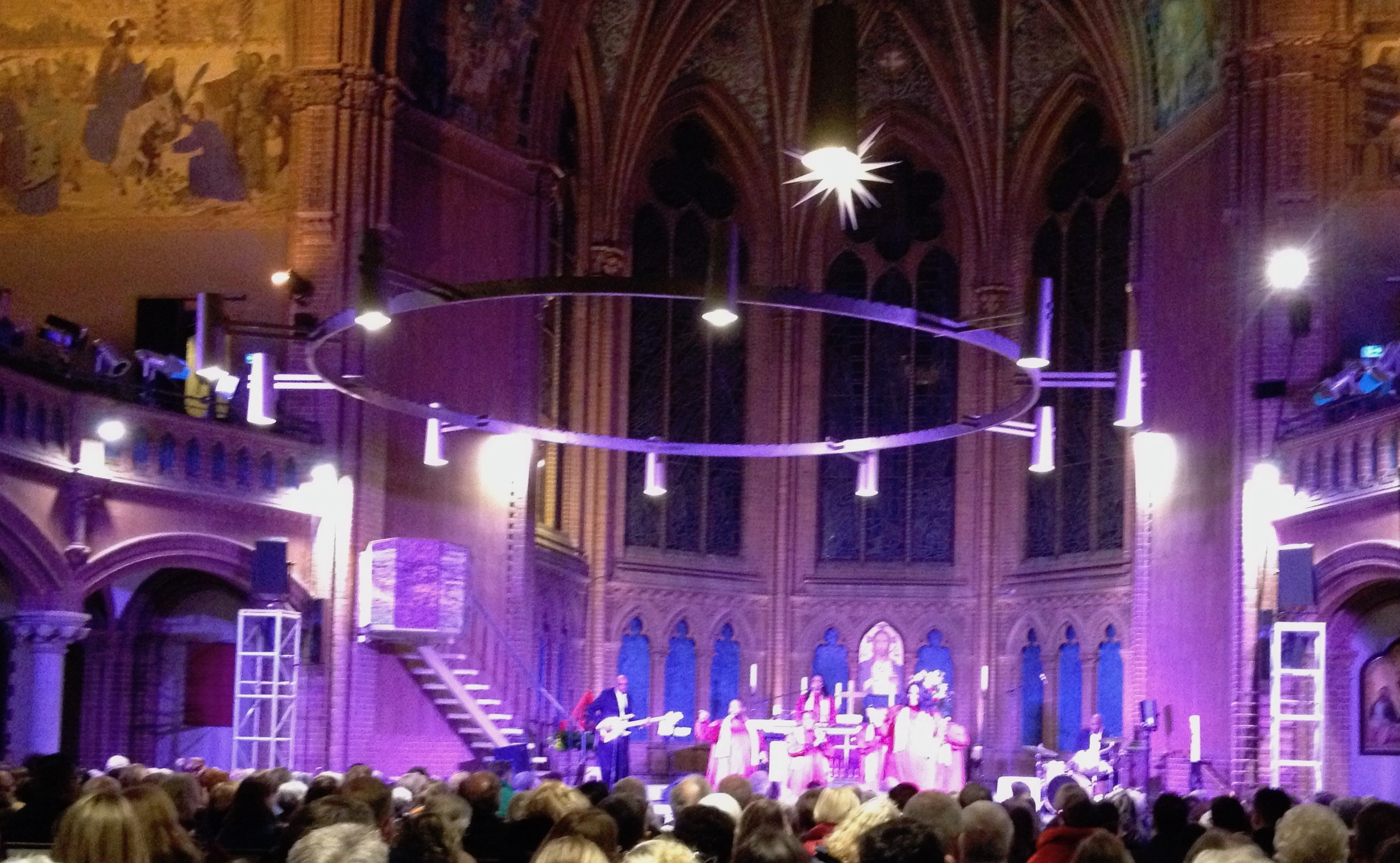
Gospelchor zur Adventszeit in der Apostel-Paulus-Kirche in Berlin-Schöneberg

Der Gospel (von englisch good spell ‚Evangelium‘, ‚Gute Nachricht‘; hergeleitet vom Altenglischen gōdspel, gōd ‚gut‘ und spel ‚Erzählung‘, ‚Nachricht‘) ist nach deutschem Sprachgebrauch eine christliche afroamerikanische Stilrichtung in der Musik, die sich Anfang des 20. Jahrhunderts aus dem Spiritual sowie Elementen des Blues und Jazz entwickelt hat. Als den oder das Gospel bezeichnet man im Deutschen ein dieser Musikrichtung zugehöriges Werk. Im weiteren Sinn wird der Begriff auch für christliche englisch gesungene Musik im europäischen Raum bis hin zu christlicher Popmusik im Allgemeinen verwendet.
Im Originalverständnis der englischen Sprache bezeichnet „Gospel Music“ im weitesten Sinne die Entwicklung der christlichen Musik auf dem nordamerikanischen Kontinent vom Evangeliumslied des 19. Jahrhunderts bis hin zur christlichen Popmusik, im engeren Sinne jedoch ebenfalls die Kirchenmusik afroamerikanischer Gemeinden.

## Deutscher Sprachgebrauch
Im deutschen Sprachverständnis wird der Begriff Gospel als Oberbegriff für die unterschiedlichen Ausprägungen und die Entwicklungen der afroamerikanischen christlichen Musik aus der Modernisierung bzw. Kommerzialisierung des Spirituals Anfang des 20. Jahrhunderts heraus verwendet. Folglich gelten lediglich Werke mit entsprechenden stilistischen Wurzeln im Deutschen als Gospels.
Die Gospels wurden zunächst meistens als Gemeindegesang praktiziert, aber auch von Gesangsgruppen, Chören und solistisch vorgetragen. Die instrumentale Begleitung übernahm oft eine Band mit Schlagzeug, Bass, Klavier und/oder Orgel, letztere oft in Form einer Hammondorgel. Dieses chronologisch gesehen erste untergeordnete Genre wird im Deutschen als Black Gospel bezeichnet (Englisch: Traditional Black Gospel).
Eine nähere Bezeichnung für Weiterentwicklungen der Stilrichtung bis hin zum aktuellen Gospel (Englisch: Contemporary Black Gospel) versuchen im Deutschen Projekte wie Modern Gospel von christlichen Musikern wie Danny Plett oder die Reihe Songs for Gospel von Hanjo Gäbler zu positionieren. Als Gospelchor bezeichnen sich religiös orientierte Chöre, die einen Schwerpunkt auf Gospel im engeren Sinn oder Spirituals legen. Oft nennen sich auch Kirchenchöre so, die neben Gospel auch vielfältige andere populäre Stilrichtungen pflegen.

## Englischer Sprachgebrauch
Obwohl diese Definition im engeren Sinne auch für den englischen Sprachgebrauch gilt, wird der Begriff hier auch in einer erweiterten Bedeutung genutzt und umschließt dann die gesamte Entwicklung der christlichen Musik Nordamerikas seit der baptistischen und methodistischen Erweckungsbewegung im 19. Jahrhundert. Der Begriff des „Gospel Song“ taucht hier in gedruckter Form vermutlich erstmals 1874 von Philip P. Bliss verwendet auf und hatte gemäß dem englischen Wort „gospel“ für „Evangelium“ ursprünglich einen evangelistischen und missionarischen Charakter. Im Deutschen, damals noch weitestgehend frei von Anglizismen, wurde aus dem Begriff „Gospel Song“ in diesem Verständnis das Evangeliumslied.
Die Komplexität des englischen Verständnisses des Begriffs zeigt folgendes Zitat:

„Aber wissen Sie, Gospel ist nicht der Sound, der Klang – es ist die Botschaft. Wenn es von Jesus Christus handelt, ist es Gospel.“

## Gospel-Award
Von 2004 bis 2006 vergab die Fernseharbeit der evangelischen und der katholischen Kirche sowie die Hilfsorganisation World Vision Deutschland im größten deutschen Gospelwettbewerb den Gospel-Award.

## Bekannte Gospelsongs
Bekannte Lieder des Gospel nach deutscher Definition sind unter anderem:
- Joshua Fought the Battle of Jericho
- Precious Lord, Take my Hand (Thomas A. Dorsey, 1932)
- Oh Happy Day (Edwin Hawkins, 1969)
- Rock of Ages (Augustus Toplady)
- Soon and Very Soon (Andraé Crouch)
- This Little Light of Mine

Für als Gospel assoziierte Lieder wie Go down Moses oder When the Saints Go Marching In siehe: Spiritual.